# Bundesstraße 168
Die Bundesstraße 168 (Abkürzung: B 168) ist eine deutsche Bundesstraße im Bundesland Brandenburg. Sie führt von Eberswalde über Fürstenwalde und endet östlich von Cottbus an der Bundesstraße 97.

## Verlauf
Die Bundesstraße 168 beginnt in Eberswalde, führt jeweils als Ortsumgehung um die Städte Fürstenwalde, Beeskow und Cottbus herum und endet östlich von Cottbus in der Gemarkung von Kathlow, einem Ortsteil der Gemeinde Neuhausen/Spree im Landkreis Spree-Neiße. Das Teilstück von Eberswalde bis Beeskow wurde erst im Herbst 2003 zur Bundesstraße aufgestuft.
Durch die Stadt Lieberose läuft die Bundesstraße 168 für etwa 1,5 km mit der (erst relativ spät eingeführten) B 320 auf einer Trasse. Zwischen Peitz und Cottbus war die heutige B 168 bis vor wenigen Jahren ein Teil der B 97, welche jetzt weiter östlich auf einer neuen Trasse verläuft. Zwischen Cottbus und dem Straßenende verläuft sie auf einen Teilstück der alten B 115.
Europastraßen verlaufen nicht auf der Strecke der B 168.